# Landkreis Garmisch-Partenkirchen
Landkreis Garmisch-Partenkirchen är ett distrikt i Oberbayern, Bayern, Tyskland. Centralorten i distriktet är Garmisch-Partenkirchen som är känd för sina tävlingar i vinteridrotter.